# Istituto storico della Resistenza e dell'età contemporanea della provincia di Vicenza "Ettore Gallo"
L'Istituto storico della Resistenza e dell'età contemporanea della provincia di Vicenza "Ettore Gallo" (ISTREVI) è un ente di ricerca storica con sede a Vicenza, associato all'Istituto nazionale Ferruccio Parri. Rete degli istituti per la Storia della Resistenza e dell'età contemporanea (ex INSMLI).
L'ISTREVI è nato il 19 gennaio 2002 e svolge attività di ricerca storica, divulgazione scientifica e didattica legate alla storia dell'età contemporanea e in particolare della Resistenza vicentina. L'istituto è intitolato a Ettore Gallo, partigiano, giurista e presidente della Corte Costituzionale al quale è dedicato un premio annuale.
Dalla primavera del 2002 ISTREVI è associato all'Istituto Nazionale Ferruccio Parri e dal 2020, dopo l'approvazione del nuovo Statuto nel 2019, è iscritto al registro della Regione Veneto delle Associazioni di Promozione Sociale. e nel Registro nazionale del Terzo Settore (Runts).

## Storia e organizzazione
L'idea di costituire l'Istituto è partita inizialmente da un gruppo di docenti bassanesi che da tempo svolgevano, con il sostegno dell'ANPI, attività didattiche relative alla Resistenza. L'iniziativa si è estesa alle altre città della provincia coinvolgendo anche i docenti vicentini che insegnavano Storia contemporanea negli Atenei veneti e friulani (Nico Berti, Renato Camurri, Emilio Franzina, Gian Luigi Fontana, Maddalena Guiotto, Francesco Massignani), oltre a coloro che hanno studiato la Resistenza vicentina.
Franco Busetto, Carlo Segato, Gianni Zonta e Ivo Fava sono stati i soci fondatori dell'Istituto, la cui prima riunione si tenne nella sede dell'A.N.P.I. di Vicenza il 29 settembre 2001. In quell'occasione fu eletto come primo presidente Giuseppe Pupillo, con Ottorino Bombieri, sindaco di San Nazario, nel ruolo di vicepresidente. La fase costituente si è conclusa con l'approvazione, nel 2005, di un nuovo Statuto approntato da un gruppo di studio composto da Franco Busetto, Maurizio Dal Lago, Pio Serafin, Giulio Vescovi e presieduto da Giorgio Sala. Il 13 dicembre 2005 si è tenuta la prima Assemblea dei Soci.
Ospitato inizialmente dal Distretto Scolastico n. 15 di Bassano del Grappa, l'ISTREVI si è spostato presso il Museo del Risorgimento e della Resistenza di Vicenza, prima di raggiungere, nel 2015, la nuova sede in contrà Santa Corona, accanto al Museo naturalistico e archeologico.
Dalla nascita al 2018 l'Istituto è stato presieduto da Giuseppe Pupillo. Dopo la vicepresidenza di Ottorino Bombieri, nel 2003 è stato nominato in quel ruolo Giulio Vescovi al quale, nel 2006, si è aggiunto Giorgio Sala. Nel 2012 sono stati nominati vicepresidenti Giorgio Sala e Giovanni Favero. Nel 2015, sempre con la presidenza di Pupillo, l'unico vicepresidente è Giorgio Sala. Nel 2018 è stata nominata presidente Carla Poncina, coadiuvata dai vicepresidenti Giorgio Sala e Alba Lazzaretto, confermati anche con la nuova presidenza di Stefano Fracasso (eletto il 19 novembre 2020).
Il Comitato Direttivo, riunitosi la prima volta il 16 febbraio 2002, ha assunto i compiti attuali nel 2006. Guidato inizialmente da Giovanni Cisotto, l'ISTREVI ha avuto come direttori Carla Poncina (2012-2018), Paolo Pozzato (2018-2019), Massimiliano Marangon (2021-2022), Marina Cenzon (2019-2021 e dal 2023).
Lo Statuto dell'Istituto prevede, inoltre, un Comitato Scientifico di cui è stato direttore Renato Camurri (2002-2006 e dal 9 maggio 2025), seguito da Giovanni Favero (2007-2018) e da Alba Lazzaretto (dal 2018-2025).
L'ISTREVI ha un proprio sito il cui curatore è Federico Zanolo.

## Attività

### Lezioni Giuriolo
L'Istituto dedica dei momenti di approfondimento storico alla figura di Antonio Giuriolo, partigiano che militò nella Brigata Giustizia e Libertà tra Friuli, valli bellunesi, Altopiano di Asiago e montagna tosco-emiliana, dove fu ucciso da soldati tedeschi nel dicembre del 1944. Alla figura carismatica di Antonio Giuriolo sono state dedicate dallo scrittore Luigi Meneghello importanti pagine nel saggio Fiori Italiani e nel romanzo I piccoli maestri.
Tra gli storici intervenuti alle lezioni Giuriolo, organizzate dal 2008 e giunte alla XII edizione, figurano Renato Camurri, Alberto Cavaglion, Giovanni De Luna, Marcello Flores, Filippo Focardi e Emilio Gentile.
A Giuriolo l'ISTREVI ha dedicato alcune pubblicazioni:
- Renato Camurri, Antonio Giuriolo e il partito della democrazia, Cierre Edizioni - Istrevi, 2008
- Antonio Trentin, Toni Giuriolo. Un maestro di libertà, Cierre Edizioni - Istrevi, 2012
- Renato Camurri (a cura di), Pensare la libertà. I quaderni di Antonio Giuriolo, Marsilio Editori, 2016.[4]

Anche i "pellegrinaggi civili" a Malga Fossetta, sull'Altopiano di Asiago, nati nel 2012 e giunti alla XII edizione, sono dedicati alla memoria di Antonio Giuriolo e dei "piccoli maestri".

### Premio "Ettore Gallo"
Il premio “Ettore Gallo” è stato istituito nel 2004 con la finalità, come si legge sul sito dell'Istituto, di “incoraggiare la produzione scientifica di giovani studiosi nelle discipline storiche e giuridiche”.
Il premio, del valore di 6.000 euro, viene assegnato alternativamente a opere di storia contemporanea italiana (con esclusivo riferimento ai secoli XX e XXI) e a opere di diritto negli ambiti disciplinari del diritto pubblico e costituzionale, diritto e procedura penale, filosofia del diritto. La cerimonia di premiazione si tiene a Palazzo Leoni Montanari di Vicenza.
Sono state organizzate 14 edizioni del premio (al 2022), di cui 8 per le ricerche storiche e 6 nell'ambito del diritto.

### Centro studi sull'Internamento e la Deportazione "Marina Eskenasi" (CSID)
Il Centro Studi sull’Internamento e la Deportazione Marina Eskenasi, dedicato alla più piccola degli ebrei stranieri internati nel Vicentino e deportati ad Auschwitz, nasce sulla base delle ricerche degli storici Antonio Spinelli e Paolo Tagini. Il Centro Studi si occupa principalmente delle storie degli ebrei stranieri internati in Veneto e dei luoghi di internamento presenti in Veneto, ma si estende anche alle vicende degli internati civili e politici, ai deportati nei campi nazisti, alle partigiane e ai partigiani. Il Csid ha un proprio sito curato da Antonio Spinelli.

### Attività formative e didattiche
Ogni anno l’ISTREVI promuove una serie di iniziative formative e didattiche rivolte sia alle scuole sia alla cittadinanza. Per gli istituti scolastici vengono attivati corsi di formazione per i docenti, ma anche una serie di proposte per gli studenti, compresi i PCTO. Le proposte dell'Istituto berico, assieme a quelle degli altri Istituti Storici della Resistenza del Veneto, sono valide su tutto il territorio regionale in base alla disponibilità dei docenti distaccati.
Grazie alle convenzioni firmate con l'Università degli Studi di Padova e l'Università Ca' Foscari di Venezia, ogni anno studentesse e studenti possono svolgere il loro tirocinio presso l'Istrevi.
Il referente per la didattica è il docente distaccato dal Ministero dell'Istruzione e dall'USR Veneto. Negli anni si sono succeduti Sergio Lavarda (2014-2015), Paolo Pozzato (dal 2015 al 2019), Stefania Bertelli (2019-2020) e Antonio Spinelli (dal 2020).
Aperti all'intera cittadinanza, l'Istituto organizza inoltre presentazioni di libri, incontri, convegni volti a favorire il dibattito su temi centrali della Storia e dell’attualità.

### Pubblicazioni
In collaborazione con alcune case editrici locali e nazionali, l'Istituto ha curato decine di pubblicazioni riguardanti vicende e figure legate alla Resistenza vicentina e veneta.
- Benito Gramola, Danilo Zotti, La Divisione Partigiana “Vicenza” e le sue 7 Brigate. Cronistoria 1943-1945 (uomini, donne e fatti), Vol. 1 e 2, Cierre - Istrevi, 2025
- Carla Poncina, Umanesimo e resistenza. Storie di altri piccoli maestri, Ronzani editore, Dueville 2024
- Antonio Spinelli (a cura di), La CGIL vicentina. Storia di segretarie e segretari, Ronzani editore, Dueville 2023

- Giuseppe Pupillo, Gli anni vicentini di Ettore Gallo. Vita pubblica e vita privata, Ronzani editore, Dueville 2021
- Luigi Massignan, Ricordi di Mauthausen, Cierre edizioni - Istrevi, 2021
- Romeo Covolo, Elenco detenuti politici antifascisti delle carceri giudiziarie di San Biagio di Vicenza (8 settembre 1943-26 aprile 1945), Cierre - Istrevi, 2021
- Liverio Carollo, Il comandante Silva. L'ardimento e il sacrificio, Grafiche Simonato, 2021
- Giorgio Fin, Giancarlo Zorzanello, “Con le armi in pugno”  Alle origini della Resistenza armata nel Vicentino: settembre 1943-aprile 1944, Cierre - Istrevi, 2019
- Pierluigi Damiano Dossi Busoi, I grandi rastrellamenti nazi-fascisti dell’estate-autunno ’44 nel vicentino. Belvedere - Timpano - Hannover - Piave, Grafiche Simonato, 2019
- Sonia Residori, “Nessuno è rimasto ozioso”. La prigionia in Italia durante la Grande Guerra, Franco Angeli edizioni, 2019
- Mario Mirri. L'impegno di una generazione, DVD a cura di Istrevi, 2018
- Giovanni Favero, Paolo Pozzato (a cura di), A ovest di Caporetto. Profughi e rivolte nel 1917, Itinera Progetti, 2018
- Livio Bortoloso, Produttività con l’E.R.P. nelle P.M.I. Vicentine. Lavoro, compartecipazione, conflitto, politica dal 1952, Itinera Progetti, 2017
- Renato Camurri (a cura di), Pensare la libertà. I quaderni di Antonio Giuriolo, Marsilio Editori, 2016
- Antonio Spinelli, Vite in fuga. Gli ebrei di Fort Ontario tra il silenzio degli Alleati e la persecuzione nazifascista, Cierre - Istrevi, 2015
- Dalla parte giusta. storia di partigiane vicentine, DVD a cura di Istrevi e rEsistenze, 2015
- Gaetano Messina, Un italiano in Balcania (8 settembre 1943 - marzo 1945), Edizioni Unicopli - Istrevi, 2015
- Giuseppe Gullino (a cura di), Storia di Vicenza. Dalla preistoria all’età contemporanea, Cierre - Istrevi, 2014
- Sonia Residori, Una legione in armi. La Tagliamento fra onore, fedeltà e sangue, Cierre - Istrevi, 2013
- Antonio Trentin, Toni Giuriolo. Un maestro di libertà, Cierre Edizioni - Istrevi, 2012
- Paolo Savegnago, Le organizzazioni Todt e Pöll in provincia di Vicenza - volume II. Servizio volontario e lavoro coatto durante l’occupazione tedesca (novembre 1943-aprile 1945), Cierre - Istrevi, 2012
- Paolo Savegnago, Le organizzazioni Todt e Pöll in provincia di Vicenza - volume I. Servizio volontario e lavoro coatto durante l’occupazione tedesca (novembre 1943-aprile 1945). Cierre - Istrevi, 2012
- Giuseppe Pupillo (a cura di), Gino Maistrello. Un sparaso difarente, Centro Studi Berici - Istrevi, 2011
- Percy A. Allum, Le donne di Rotzo. Un’amministrazione comunale al femminile (1964-1970), Cierre - Istrevi, 2011
- Gianni A. Cisotto, Nella giustizia la libertà. Il Partito d’Azione a Vicenza (1942-1947), Cierre - Istrevi, 2010
- Alessandro Baù, All’ombra del Fascio. Lo Stato e il Partito nazionale fascista padovano (1922-1938), Cierre - Istrevi, 2010
- Valeria Mogavero, Novello Papafava tra Grande Guerra, dopoguerra e fascismo. Alle radici di un’opposizione liberale (1915-1930), Cierre - Istrevi, 2010
- Patrizia Greco, Nome di battaglia Tar. Biografia di Ferruccio Manea, comandante della brigata Ismene, Cierre - Istrevi, 2010
- Domenico Aronica, La Tragica Avventura. Un siciliano dall’Altopiano di Asiago a Gusen II, Cierre - Istrevi, 2008
- Giuseppe Pupillo (a cura di), Una giovinezza difficile. Testimonianze di donne e uomini che furono giovani durante il periodo bellico (1940-45), Centro Studi Berici, 2008
- Sonia Residori, Il Guerriero giusto e l’Anima bella. L’identità femminile nella Resistenza Vicentina (1943-45), Editrice Centro Studi Berici, 2008
- Renato Camurri, Antonio Giuriolo e il partito della democrazia, Cierre - Istrevi, 2008
- AA.VV., Gino Soldà e il suo tempo. Un protagonista dell’alpinismo e la storia del novecento, Cierre - Istrevi, 2008
- Antonio Spinelli, Antonella Presta, Dal Rifugio all’inganno. Un’unità di apprendimento sull’internamento degli ebrei in provincia di Vicenza, Istrevi, 2008
- Sonia Residori, Il massacro del Grappa. Vittime e carnefici del rastrellamento (21-27 settembre 1944), Cierre - Istrevi, 2007
- Giuseppe Pupillo, Filippo Schiavo, Per una storia della Camera del lavoro vicentina. Vol. 1: Repertorio cronologico 1945-1954, Cierre - Istrevi, 2007
- Luca Valente, I geologi di Himmler. L’SS-Wehrgeologen-Bataillon 500 tra Veneto e Trentino, Cierre - Istrevi, 2007
- Marco Mondini, c, Cierre Edizioni - Istrevi, 2007
- Paolo Tagini, Le poche cose. Gli internati ebrei nella provincia di Vicenza 1941-1945. Con un contributo di Antonio Spinelli, Cierre - Istrevi, 2006
- Benito Gramola, La 25ª brigata nera «A. Capanni» e il suo comandante Giulio Bedeschi. Storia di una ricerca, Cierre - Istrevi, 2005
- Mariangela Cisco Ghirotti, A cena col presidente. Incontri sorprendenti con Mariano Rumor, Cierre - Istrevi, 2004
- Paolo Savegnago, Luca Valente, Il mistero della missione giapponese. Valli del Pasubio, giugno 1944: la soluzione di uno degli episodi più enigmatici della guerra nell’Italia occupata dai tedeschi, Cierre - Istrevi, 2004
- Gianni A. Cisotto, La Resistenza vicentina. Bibliografia 1945-2004, Cierre - Istrevi, 2004
- Giuseppe Pupillo (a cura di), L’insegnamento di Ettore Gallo, Cierre - Istrevi, 2004

Assieme agli altri Istituti Storici per la Resistenza del Veneto, Istrevi contribuisce alla rivista semestrale Venetica, edita da Cierre e nata nel 1984 su iniziativa di alcuni importanti storici come Emilio Franzina e Mario Isnenghi, attuale Presidente.

## Biblioteca e archivio

### Biblioteca
La biblioteca possiede i libri sulla Resistenza e l'età contemporanea appartenuti ad Ettore Gallo e donati dalla famiglia all'ISTREVI, il lascito dei libri di Ferrer Visentini e altri libri frutto di donazioni ed acquisti, oltre a materiale multimediale (audiocassette, VHS, CD e DVD). I libri sono prestabili tramite la Biblioteca Bertoliana, mentre le pubblicazioni più datate sono consultabili solo in loco.

### Archivio
L'archivio dell'Istrevi (Aistvi) è costituito da materiale proveniente da donazioni fatte da partigiani viventi, da famiglie di partigiani o da semplici cittadini. L'archivio è costituito da 44 fondi (carte di persone e collezioni di documenti raccolti per nuclei tematici) consultabili nella sede dell'Istituto.